# ألان فينجر
ألان فينجر (بالإنجليزية: Alan Finger)‏ هو طبيب أسترالي، ولد في 6 ديسمبر 1909 في Dandenong, Victoria ‏ في أستراليا، وتوفي في 24 يناير 1985 في Heidelberg, Victoria ‏ في أستراليا.